# Unterseeboot 878
L'Unterseeboot 878 (ou U-878) est un sous-marin allemand utilisé par la Kriegsmarine pendant la Seconde Guerre mondiale.

## Historique
Après sa phase d'entraînement initial à Stettin avec la 4. Unterseebootsflottille jusqu'au 31 janvier 1945, l'U-878 est affecté à une unité de combat : la 33. Unterseebootsflottille à Flensbourg.
L'U-878, après cinq jours en mer lors de sa 2e patrouille, est coulé le 10 avril 1945 dans le Golfe de Gascogne à l'Ouest de Saint-Nazaire, à la position géographique 47° 35′ N, 10° 33′ O par des grenades lancées par la corvette britannique HMS Tintagel Castle ainsi que par le destroyer britannique HMS Vanquisher .
Les cinquante-et-un membres d'équipage meurent dans cette attaque.

## Affectations successives
- 4. Unterseebootsflottille du 14 avril 1944 au 31 janvier 1945
- 33. Unterseebootsflottille du 1er février 1945 au 10 avril 1945

## Commandement
- Kapitänleutnant Johannes Rodig du 14 avril 1944  au 10 avril 1945

## Navires coulés
L'U-878 n'a ni coulé, ni endommagé de navire ennemie au cours de ses 2 patrouilles.

## Sources
- U-878 sur Uboat.net